# 圣米歇尔 (夏朗德省)
圣米歇尔（法語：Saint-Michel，法語發音：[sɛ̃ miʃɛl] ⓘ）是法国夏朗德省的一个市镇，属于昂古莱姆区。

## 地理
圣米歇尔（45°38'31"N, 0°6'23"E）面积2.46 平方千米，位于法国新阿基坦大区夏朗德省，该省份为法国西部内陆省份，北起德塞夫勒省和维埃纳省，东临上维埃纳省，东南至多尔多涅省，南至多爾多涅省，西接滨海夏朗德省。
与圣米歇尔接壤的市镇（或旧市镇、城区）包括：昂古莱姆、拉库罗讷、弗莱阿克、内尔萨克。

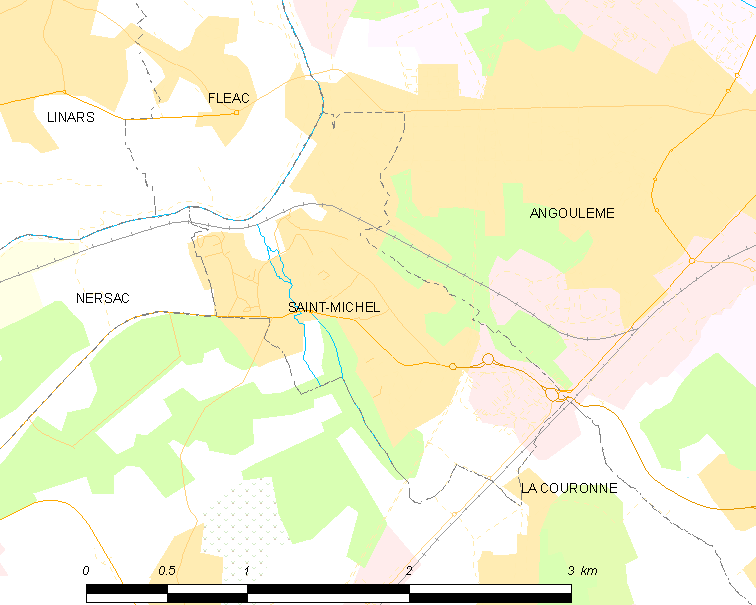
的OSM定位图

圣米歇尔的时区为UTC+01:00、UTC+02:00（夏令时）。

## 行政
圣米歇尔的邮政编码为16470，INSEE市镇编码为16341。

## 政治
圣米歇尔所属的省级选区为拉库罗讷县。

## 人口

1962-2008年间人口变化图示

圣米歇尔于2022年1月1日时的人口数量为3220人。